# Měření

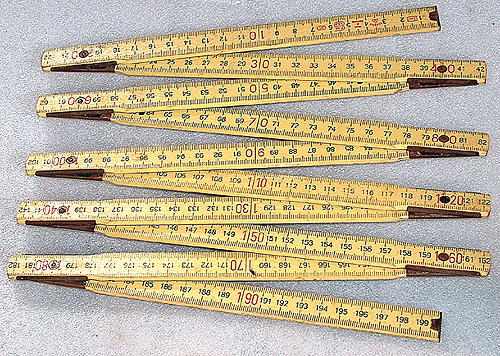
Tesařský metr

Měření je kvantitativní (číselné) zkoumání geometrických, fyzikálních a dalších vlastností předmětů (jevů, procesů), obvykle porovnáváním s obecně přijatou jednotkou. Výsledkem měření je tedy číslo, které vyjadřuje poměr zkoumané veličiny k jednotce, spolu s uvedením té jednotky. Význam měření je hlavně v tom, že:
1. charakterizuje měřenou veličinu mnohem přesněji než kvalitativní údaje (např. dlouhý, teplý, těžký);
2. měření lze opakovat a výsledky porovnávat;
3. výsledek lze zpracovávat matematickými prostředky, zejména ve vědách.

V širším slova smyslu, ve společenských vědách, v ekonomii aj. se měřením rozumí jakékoli kvantitativní zkoumání, například dotazníkovým šetřením, jehož výsledky lze zpracovávat statisticky. V tomto ohledu lze tedy libovolné měření charakterizovat jako způsob získávání číselných informací o okolí či o pozorovaných jevech a procesech.
Metaforicky se mluví o „měření sil“, tj. přímém porovnání schopností například v zápase.

## Rozdělení
Měření se užívá v běžném životě, v technice i ve vědě, v mnoha různých odvětvích a k různým účelům. Měří se různé veličiny i jejich kombinace. Nejjednodušší kvantitativní zkoumání je počítání kusů či výskytů, které se obvykle obejde bez měřicích přístrojů. V ostatních případech se měří měřidly nebo měřicími přístroji a postupy lze rozdělit podle druhu metody.

### Metody
Při absolutní metodě ukáže měřidlo hodnotu veličiny přímo (např. měření hmotnosti na elektronické váze, měření elektrického odporu ohmmetrem). Při relativní metodě porovnáváme příslušnou vlastnost měřeného tělesa s jednotkovými tělesy (např. měření hmotnosti na rovnoramenných vahách, měření elektrického odporu můstkovou metodou).
Přímá metoda spočívá v porovnávání s měřidlem se stejnou vlastností (např. měření délky metrem, měření času stopkami). Nepřímá metoda spočívá v měření důsledku (účinku) dané veličiny (např. měření teploty pomocí délkové roztažnosti teploměrem, měření elektrického proudu pomocí magnetické síly).

## Měření a jednotky
Nejjednodušší kvantitativní zkoumání je počítání kusů (angl. counting), které však obvykle nepovažujeme za měření. Měření určité veličiny jakožto porovnávání vyžaduje jednotku této veličiny. Pro měření délek (délkových rozměrů) se jako jednotky nejprve užívaly rozměry lidského těla: palec, stopa, loket, sáh. Délku tak bylo možno vyjádřit počtem těchto jednotek, případně i jejich zlomky. Pro jiné fyzikální veličiny – například hmotnost, teplotu – však takové přirozeně dané jednotky nejsou a bylo třeba je vytvořit. Jednotky měření však mají tím větší význam, čím více lidí s nimi pracuje, a vyžadují tedy nějakou dohodu.
Určitou dohodu o společně užívaných a tedy srovnatelných jednotkách si patrně nejdříve vynutil obchod. Už od starověku obchodníci měřili délky, plochy, objemy a zejména váhy, a to pomocí konvenčních jednotek (karát, libra, pinta apod.). Starověká věda měřila úhly, jenže úhlový stupeň, vzniklý rozdělením plného úhlu na 360 dílků, se jí nezdál být konvenční. Do vědeckého provozu se měření pomocí konvenčních jednotek dostalo teprve v novověku a první pokus o mezinárodní standardizaci jednotek udělala až Francouzská revoluce (mezinárodní metr). Tvůrci metru se však také ještě domnívali, že jednotka nemůže být pouze konvenční, a tak se ji pokusili odvodit z rozměrů Země. Brzy se však ukázalo, že jednotka musí být stanovena daleko přesněji, než tehdy dokázali Zemi změřit, takže i metr je fakticky jednotka konvenční.

## Soustava jednotek
S rozvojem a vědy a kultury stále roste význam mezinárodně stanovených a všude srovnatelných jednotek. Roku 1874 vznikla soustava CGS, roku 1875 v Paříži Mezinárodní úmluva o metru a roku 1889 soustava MKS, roku 1939 rozšířená na MKSA. Roku 1960 byla přijata soustava SI, která ovšem z praktických důvodů připouští i užívání dalších, vedlejších a odvozených jednotek.

## Měřicí přístroje

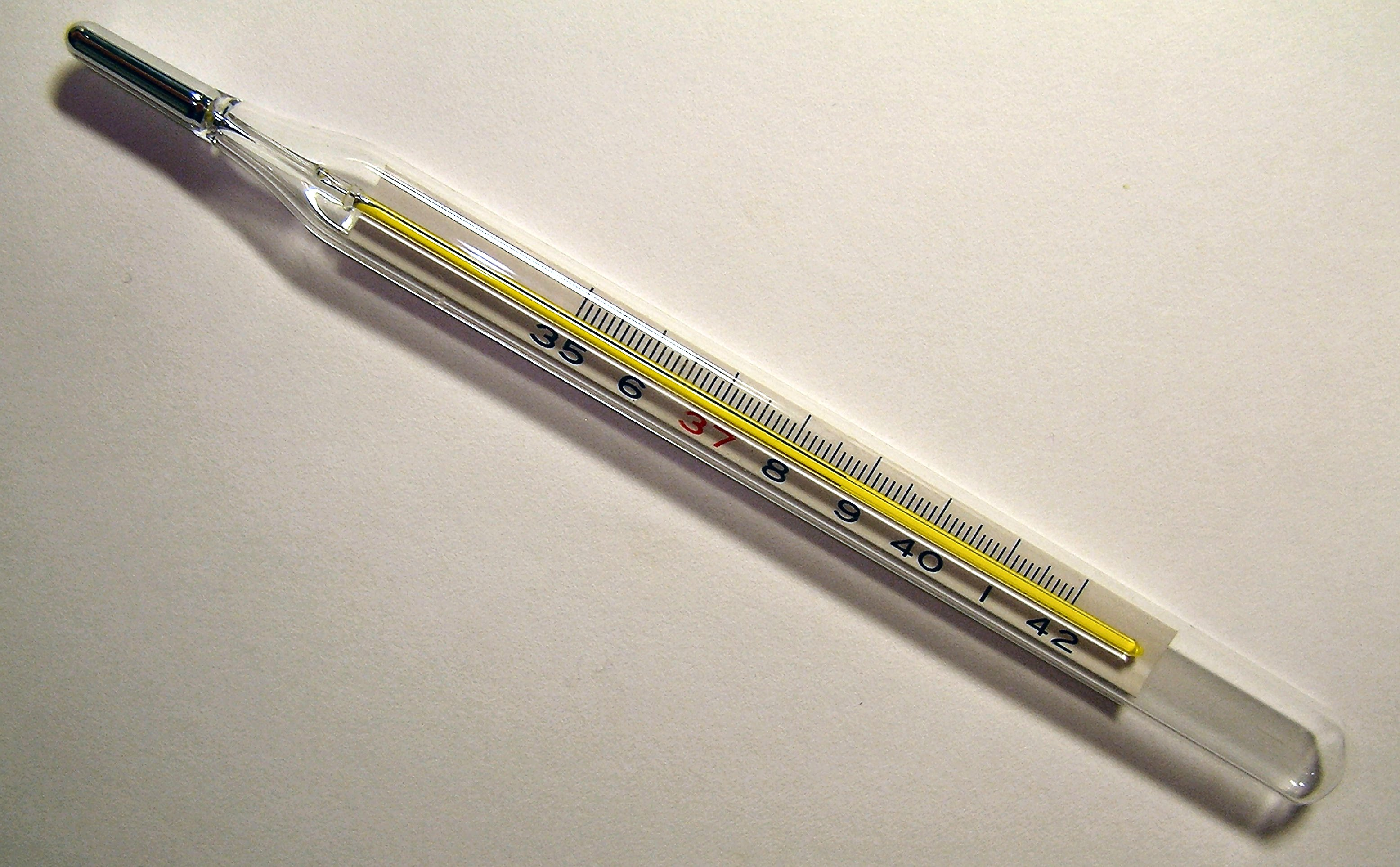
Lékařský rtuťový teploměr

K získávání informací o okolním světě je člověk vybaven základními smysly, ty jsou však z hlediska kvantitativního posuzování pozorovaných jevů velmi omezené. Proto jsou zapotřebí zvláštní měřící prostředky. Měřit je možné přímo, prostým přikládáním jednotky (krokováním vzdálenosti, odměřováním jednotky objemu atd.), měření se však dá výrazně zdokonalit měřicími nástroji (délkové měřítko, kalibrovaná nádoba), případně jednoduchými přístroji (váha). Ze základních veličin bylo nejobtížnější vytvořit zařízení pro měření času, protože vyžaduje „jednotku“ časovou, a tedy pohyblivou. Měření (odměřování) času se zprvu převádělo na měření objemu vyteklé vody (klepsydra), případně písku, nakonec se však vyřešilo sestrojením mechanických hodin. Ty ovšem ve skutečnosti počítají kmity oscilátoru, který je třeba správně nastavit, aby se na ciferníku odečítal čas.
Pro postupy nepřímých měření vznikly i další měřicí přístroje (teploměr, tlakoměr, elektrické měřicí přístroje atd.), které často „měří“ nějakou jinou, i když fyzikálně související veličinu (délku rtuťového sloupce, magnetický účinek proudu apod.), takže také potřebují správné kalibrování. Pro kalibrování jsou potřeba normály (například koncové měrky, normálová závaží) a některé měřicí přístroje, například v obchodě, vyžadují ještě úřední cejchování (metry, váhy). Zvláštní význam v oblasti měření zaujímá elektrotechnická měření a počítačová měřící technika, protože hodnoty mohou být změřeny s vysokou přesností a informace o nich lze snadno zaznamenat, resp. přenést.
Výsledek měření se odečítá na stupnici (analogově) nebo přímo čísly na displeji (digitálně). Některá kontrolní měřidla ve výrobě neukazují hodnotu, ale dovolují rychle určit, zde je předmět v určitém rozmezí například délek (kalibry).

## Nejistota, citlivost, přesnost, rozlišení a správnost měření
I když se běžně hovoří o „přesnosti“ nebo „nepřesnosti“ měření jako o rozdílu správné a naměřené hodnoty, ke „správné“ hodnotě nemáme obvykle jiný přístup než právě měřením. Ve skutečnosti bychom tedy měli rozlišovat mezi těmito pojmy: 
- Citlivost (anglicky sensitivity) - podíl změny indikace měřicího systému a odpovídající změny hodnoty veličiny (zjednodušeně jde o převodní vztah vyjádřený citlivostním koeficientem)
- Nejistota měření (anglicky measurement uncertainty) - nezáporný parametr charakterizující rozptyl hodnot veličiny, přiřazený k výsledku měření na základě znalosti vlastností použité měřicí metody
- Opakovatelnost (anglicky repeatability) - preciznost měření za souboru podmínek opakovatelnosti měření (tedy měřením stejným způsobem a v krátkém časovém úseku)
- Pravdivost/správnost (anglicky trueness) - těsnost shody mezi aritmetickým průměrem nekonečného počtu opakovaných naměřených hodnot veličiny a referenční hodnotou veličiny (zjednodušeně míra systematické chyby)
- Preciznost (anglicky precision) - těsnost shody mezi indikacemi nebo naměřenými hodnotami veličiny získanými opakovanými měřeními na stejném objektu nebo na podobných objektech za specifikovaných podmínek (zjednodušeně míra statistické chyby)
- Přesnost (anglicky accuracy) - těsnost shody mezi naměřenou hodnotou veličiny a pravou hodnotou měřené veličiny (zjednodušeně míra chyby)
- Reprodukovatelnost (anglicky reproducibility) - preciznost měření za podmínek reprodukovatelnosti měření (tedy měřením různým způsobem - různými měřidly, personálem či na různém místě a v různém čase)
- Rozlišení (anglicky resolution) - nejmenší změna veličiny, která způsobí rozeznatelnou změnu v odpovídající indikaci (zjednodušeně jde o nejmenší dílek či digit)

## Chyba měření
Chyba měření (anglicky measurement error) je zjednodušeně rozdíl (dříve také odchylka) hodnoty zjištěné měřením od pravé/skutečné hodnoty měřené veličiny. Každé měření je zatíženo určitou chybou a ke správné hodnotě se pouze přibližuje. Chyby měření lze rozdělit na
- hrubé (nadměrné), dané například poruchou měřícího přístroje, nevhodnou metodou měření, omylem při zápisu naměřené hodnoty apod. Korigování chyby není možné nebo je neekonomické, je vždy třeba opakovat měření.
- systematické (soustavné), dané přesností měřicího přístroje a měřicí metody, chyba lze buď korigovat (odstranit), nebo určit nestatistickými metodami (z dokumentace výrobce, odhadem...).
- statistické (nahodilé), dané proměnnými rušivými vlivy; nahodilou chybu nelze úplně odstranit; odhadnout ji lze opakovaným měřením a statistickým zpracováním naměřených výsledků.

## Etalon
Etalon (nebo standard, dříve také normál) je v jednodušším případě fyzická realizace jednotky (metru, kilogramu), od níž se pak odvozují (metrologicky se navazují) druhotné etalony pro běžné použití. Jako etalon napětí se užíval například Westonův článek a u času rotace Země.